# Демократический капитализм
Демократи́ческий капитали́зм — разновидность капитализма, декларирующая идеалы свободы, демократии, парламентаризма, прав человека и свободного рынка. Демократический капитализм стремится препятствовать концентрации капитала в руках финансовой олигархии посредством антимонопольных органов. Открытую поддержку демократическому капитализму демонстрировал президент США Джордж Буш.